# 7511 Patcassen
A 7511 Patcassen (ideiglenes jelöléssel 1981 EX24) egy kisbolygó a Naprendszerben. Schelte J. Bus fedezte fel 1981. március 2-án.